# Aff (fiume)
L'Aff è un fiume della Francia che nasce nella Foresta di Paimpont, nel dipartimento dell'Ille-et-Vilaine in Bretagna, che esso costeggia a sud. Passa tra Quelneuc e Bruc-sur-Aff, poi da La Gacilly e Sixt-sur-Aff, delimitando naturalmente il Morbihan e l'Ille-et-Vilaine. 
L'Aff confluisce nell'Oust a Glénac dopo un percorso di 66,8 km.

## Affluenti
- Alla riva sinistra: torrenti della Grève, della Croix Hamon, di Terrouet, del Pas du Houx, dei Vaults, di Ropenard, del Chesnot, della Gouie, dei Grasse Noés, del Combs, delle Landes du Loup, della Rosée, del Mothay e della Bataille
- Alla riva destra: L'Oyon, torrenti di Saint-Jean, di Saint-Malo, del Minerai de Coëtquidan, di Saint-Nicolas e del Rahun tra i quali i principali sono l'Oyon e il Rahun.

## Comuni attraversati
- Paimpont, Campénéac, Beignon, Plélan-le-Grand, Saint-Malo-de-Beignon, Guer, Loutehel, Maure-de-Bretagne, Les Brulais, Comblessac, Quelneuc, Bruc-sur-Aff, Sixt-sur-Aff, Carentoir, La Chapelle-Gaceline, La Gacilly, Cournon, Glénac, Bains-sur-Oust e Saint-Vincent-sur-Oust.

## Navigabilità
L'Aff è navigabile dall'Oust fino al ponte di La Gacilly, per 9 chilometri.